# 2 Caps
2 Caps is een Frans blond bier van hoge gisting. Het wordt gebrouwen door Christophe Noyon Brasseur te Tardinghen.
Het bier werd tot 2005 in De Proefbrouwerij te Hijfte (België) gebrouwen. Het bier hergist op de fles.